# 皮脂
皮脂（ひし、英: Sebum）は、皮脂腺から分泌される脂肪などを含むエマルション状の液体である。
皮脂腺の腺細胞が内部で合成した分泌物を多量に蓄積した後、細胞全体が崩壊することによって皮脂腺内腔に放出される。つまり、皮脂は皮脂腺細胞の崩壊物全体からなる。毛穴の内面に開く皮脂腺開口部から皮膚表面に分泌され、皮膚や体毛の表面に常に薄い膜状に広がり、物理的、化学的に皮膚や毛髪を保護、保湿する役割を果たしている。また、これに含まれる脂肪が皮膚の常在菌により分解されることで生じる脂肪酸によって皮膚の表面は弱酸性となり、これが病原菌などを排除する機能も持つ。
皮脂は思春期になると性ホルモンの影響を受けて分泌が活発になり、毛穴内面の角質の増大によって速やかに毛穴の外に放出されることが妨げられると、毛穴内に角質とともに蓄積してにきびが発生する原因となる。

## 皮脂の構成成分
皮脂は、大部分がトリグリセリド、ワックスエステル、スクアレンから構成される。前ふたつは、皮膚常在菌の酵素によって一部が加水分解される。
分泌された皮脂に含まれるのは、脂肪酸、ワックスエステル、ステロールエステル、コレステロール、コレステロールエステル、およびスクアレンとなる。皮膚の常在菌によってジグリセリド、モノグリセリド、構成遊離脂肪酸へと分解される。脂肪酸の内訳では、飽和脂肪酸より不飽和脂肪酸の方が多く、特に炭素が16個か18個の、ステアリン酸、オレイン酸、リノール酸、パルミチン酸、サピエン酸、パルミトレイン酸。
皮膚の常在菌のマラセチア（酵母様真菌）は増殖時にトリグリセドと飽和脂肪酸を利用し、不飽和脂肪酸へ、とりわけオレイン酸へと変える。脂漏性皮膚炎の人々では、変化した脂肪酸に対して炎症反応を起こしていると考えられる。
皮脂の組成について個人差により偏りも大きいが、日本では冬から春にかけて遊離脂肪酸がトリグリセリドの量を上回る傾向にある。
毛穴に詰まっている角栓の構成成分としては、脂質はトリグリセリドが少なく遊離脂肪酸が多く、角質層にはないアクネ菌由来のタンパク質と炎症に関わるタンパク質が検出されるため、皮膚上の細菌によってトリグリセリドが分解されてできた遊離脂肪酸だと考えられ、この脂肪酸が毛穴の角質細胞を成長させて剥離され、皮脂と混ざることで角栓となっている。
ヒトの皮膚から採取した汗腺や皮脂腺からの分泌物の脂肪酸の構成成分として、パルミチン酸が30-40%ともっとも多く含まれていた。皮脂として分泌された成分のうち、トリグリセリドが細菌の出すリパーゼによって部分的な加水分解を受け、遊離脂肪酸が生成され、皮膚表面ではパルミチン酸が最も多くなるがラウリン酸やサピエン酸も含まれている。このラウリン酸にはグラム陽性菌に対し強い抗菌作用を持ち、またサピエン酸も黄色ブドウ球菌に殺菌作用がある。
|                                         | 皮脂分泌 | マラセチア曝露後 | 抗真菌薬使用後 |
| --------------------------------------- | -------- | ---------------- | -------------- |
| トリグリセリド                          | 35%以下  | 18%              | 32%            |
| 遊離脂肪酸                              | 13%以上  | 32%              | 16%            |
| ワックスエステル                        | 25%      | 23%              | 25%            |
| スクアレン                              | 15%      | 同               | 同             |
| コレステロールと コレステロールエステル | 7%       | 同               | 同             |
| ほか                                    | 5%未満   | 同               | 同             |

### ニキビ治療

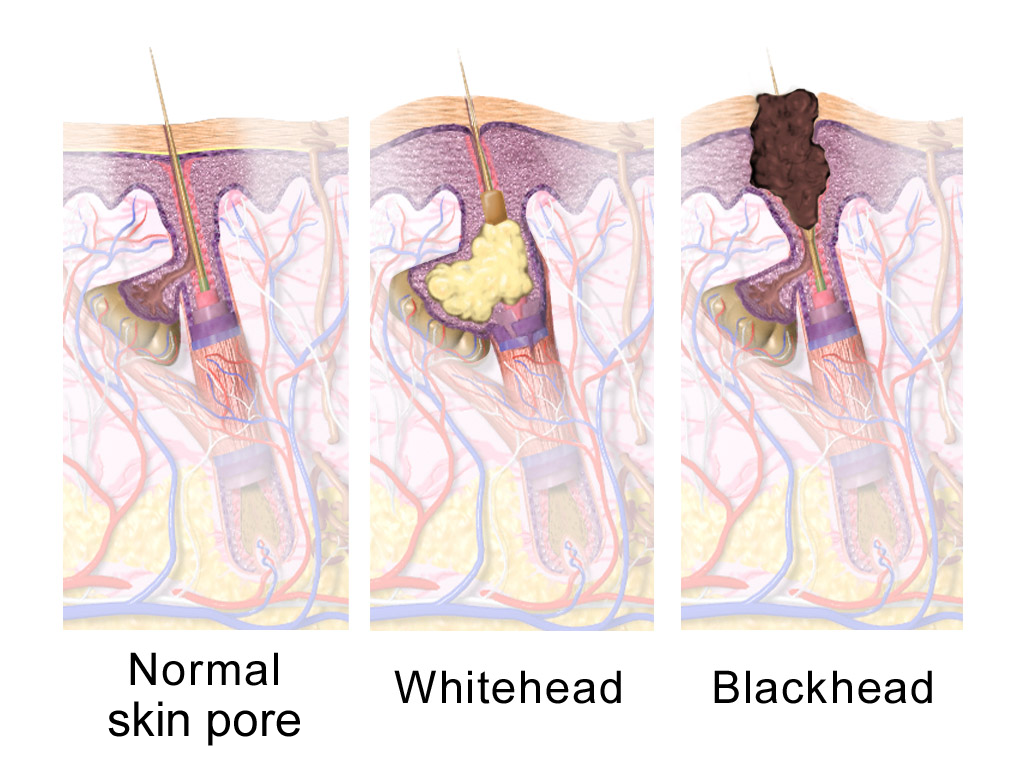
皮脂が毛穴を詰まらせる様子。
左 正常な皮膚の断面。
中 毛穴に皮脂が詰まる。
右 詰まったものが酸化する。雑菌が繁殖すると赤くなる。

皮脂分泌が活発な場合、皮脂と角質細胞が混ざって詰まりニキビの原因になる。にきびの重症度は、皮脂中の遊離脂肪酸・トリグリセリド指数と相関がある。ドキシサイクリン（抗生物質）によるにきび治療は、この指数を増加させるが、疾患の臨床像は改善する。ミノサイクリン（抗生物質）によるにきび治療は、毛包の皮脂腺を増加させ、皮脂分泌を顕著に増加させる。この効果は治療終了後1ヶ月間継続した。抗生物質によるにきび治療は皮脂排泄率を有意に高め、脂漏症を引き起こす。
アゼライン酸は、米国では承認があるが、日本では医薬品としては未承認で保険適応外であることからニキビ治療の選択肢のひとつとされる。これは小麦など穀類や酵母に含まれる成分で抗菌、皮脂分泌抑制、抗炎症作用、角化異常の抑制作用があり商品名DRX AZAという、病院専用の化粧品に配合され販売されている。
サリチル酸は、ベータヒドロキシ酸 (BHA) に属し脂溶性であるため、水溶性のアルファヒドロキシ酸 (AHA) よりも毛穴の汚れを除去しやすく、皮膚のpHを下げ雑菌を繁殖しにくくする。2%サリチル酸の低濃度では問題は起こらないが、高濃度では毒性が生じる。

## 有害物質の排泄
油症事件の治療研究などで示されているよう、PCBなどダイオキシン類は脂溶性で主な排泄経路は、糞と皮脂である。ある計測では、1日の排泄量は糞便から18.3pg TEQと皮脂から23.8 pg TEQであった。皮脂へのPCBの排泄量は、冬では約10%低下しているのみで高濃度に分泌されていることには変わりがない。